# BLS AG
BLS AG (BLS) is een groep van Zwitserse spoorwegmaatschappijen die personentreinen exploiteert. BLS Cargo AG exploiteert goederentreinen. BLS Netz AG exploiteert netwerk van 248 kilometer normaalspoor. Daarnaast verzorgt de BLS het personenvervoer op het Meer van Brienz en het Meer van Thun. 

## Geschiedenis
De Berner Alpenbahngesellschaft BLS (afgekort BLS) (Bern–Lötschberg–Simplon) is een Zwitserse spoorwegmaatschappij die op 27 juli 1906 voor de bouw van de Lötschberg spoorlijn werd opgericht.
In 1997 fuseerden de SEZ, GBS, BN met de BLS om verder te gaan als BLS Lötschbergbahn AG.
In 2000 werd een basisovereenkomst tussen BLS en SBB ondertekend. Hierin werd afgesproken dat BLS van SBB het Regionalverkehr (S-Bahn van Bern) overnam en dat SBB het lange-afstandverkeer over de Lötschberg kreeg. BLS verzorgde tot dusver ook lange-afstandverkeer zoals op het Zwitserse traject van de Eurocity naar Amsterdam. Op 12 december 2004 werd het verdrag getekend. BLS kreeg hierdoor ook de Emmentalbahn tussen Bern en Luzern.
De BLS Lötschbergbahn fuseerde in juni 2006 met de Regionalverkehr Mittelland (RM) tot een nieuwe BLS AG, deze nieuwe Gesellschaft werd op 27 juni 2006 operationeel. Het hoofdkantoor van de BLS is in Bern.
Sinds 2019 is Crossrail Benelux NV een volle dochter van het BLS Cargo AG.

## Netwerk
De belangrijkste lijn van de BLS is de Lötschbergbahn, die vanuit Bern via Thun, Spiez en de Lötschbergtunnel naar Brig in het Rhônedal loopt. De lijn is na de Gotthardspoorweg de belangrijkste noord-zuidas door de Zwitserse Alpen. Vanuit Brig rijden treinen van oudsher verder naar Italië via de door de SBB geëxploiteerde Simplontunnel.
De Lötschberg-Basistunnel is officieel geopend op 15 juni 2007 en is op 9 december 2007 in gebruik genomen.
Daarnaast exploiteert de BLS aftakkingen van de Lötschbergbahn naar Zweisimmen (waar aansluiting bestaat op de MOB), Interlaken Ost (met aansluiting op de Zentralbahn), Bern – Neuchâtel en delen van de S-Bahn van Bern.

### Trajecten
De ex BLS trajecten zijn:
- Spiez - Lötschbergtunnel - Brig
- Thun - Interlaken Ost - Bönigen
- Bern - Thun (Gürbetalbahn)
- Bern - Kerzers - Neuchâtel
- Bern - Schwarzenburg

De ex RM trajecten zijn:
- Solothurn - Langnau
- Thun - Burgdorf
- Solothurn - Moutier
- Langenthal - Huttwil
- Huttwil - Wolhusen
- Ramsei - Huttwil
- Huttwil - Eriswil

### Tunnels
- Grenchenbergtunnel
- Lötschbergbasistunnel
- Lötschbergtunnel
- Simplontunnel

## Exploitatie
De BLS exploiteert passagierstreinen onder de namen Regio (stoptreinen) en Regional Express (RX-sneltreinen). Eerder exploiteerde de maatschappij ook intercity treinen en internationale treinen over de Lötschbergbahn. Deze zijn overgedragen aan de SBB in anticipatie op de ingebruikname van de Lötschberg-basistunnel. De treinen door de nieuwe basistunnel worden door de SBB geëxploiteerd en al het intercity- en internationale verkeer maakt van deze tunnel gebruik. BLS nam tot december 2009 deel aan de exploitatie van de internationale Cisalpino treinen. Naast treinen voert de BLS ook openbaar vervoer uit per bus en per schip.
Een belangrijk deel van de inkomsten van de BLS komen uit goederenverkeer. De Lötschbergbahn is onmisbaar voor het verkeer tussen Duitsland en Italië. Sinds de invoering van marktwerking op het netwerk van de Zwitserse spoorwegen mogen ook andere vervoerders goederentreinen over het netwerk van de BLS exploiteren. Andersom mag de BLS nu ook goederentreinen door heel Europa exploiteren. De goederentreinen worden gereden door de dochteronderneming BLS Cargo. Op 7 september 2010 werd de SBB Cargo International met kantoor in Olten opgericht.
Omdat er geen tunnel of bergpas voor het autoverkeer parallel ligt aan de Lötschbergtunnel exploiteert de BLS ook autotreinen door de tunnel.

## Fusie in 1997
Sinds de fusie in 1997 van de Spiez-Erlenbach-Zweisimmen-Bahn (SEZ), Gürbetal-Bern-Schwarzenburg-Bahn (GBS), Bern-Neuenburg-Bahn (BN) en de Bern-Schwarzenburg-Bahn (BSB) werd de BLS Lötschbergbahn eigenaar van de volgende trajecten:
- Thun – Spiez – Interlaken – Bönigen (31 km)
- Spiez – Brig (74 km)
- Spiez – Erlenbach – Zweisimmen (35 km)
- Gürbetal – Bern – Schwarzenburg (52 km)
- Bern – Neuenburg (43 km)
- Bern – Schwarzenburg (31 km)

## Fusie in 2006
Sinds de fusie op 1 januari 2006 van de Berner Alpenbahngesellschaft (BLS) met de Regionalverkehr Mittelland (RM) werd sinds 27 juni 2006 actief als de BLS AG, eigenaar van de volgende trajecten:
- Moutier – Solothurn West (22,09 km)
- Burgdorf – Solothurn (20,74 km)
- Langnau – Burgdorf (18,90 km)
- Thun – Hasle – Rüegsau (33,82 km)
- Sumiswald – Grünen – Wasen in Emmental (5,23 km)
- Huttwil – Affoltern – Weier – Sumiswald – Grünen – Ramsei (19,46 km)
- Wolhusen – Langenthal (39,32 km)

## Elektrische tractie
Het gehele netwerk van de BLS AG is geëlektrificeerd met een spanning van 15.000 volt 16,7 Hz wisselstroom.